# Lợn hoang đảo Visayas
Lợn hoang đảo Visayas (Sus cebifrons) là một loài động vật có vú trong họ Suidae, bộ Artiodactyla. Loài này được Heude mô tả năm 1888.
Đây là loài đặc hữu của hai quần đảo Visayan ở miền Trung Philippines, và do bị đe dọa mất môi trường sống, tình trạng thiếu thức ăn, và nạn săn bắn - đó là những nguyên nhân hàng đầu dẫn đến tình trạng loài lợn Visayan nằm trong nhóm loài nguy cấp. Do số lượng nhỏ loài lợn Visayan còn lại trong tự nhiên, người ta ít biết về hành vi hoặc đặc điểm của chúng bên ngoài tự nhiên mà chỉ từ những cá thể nuôi nhốt.

## Hình ảnh

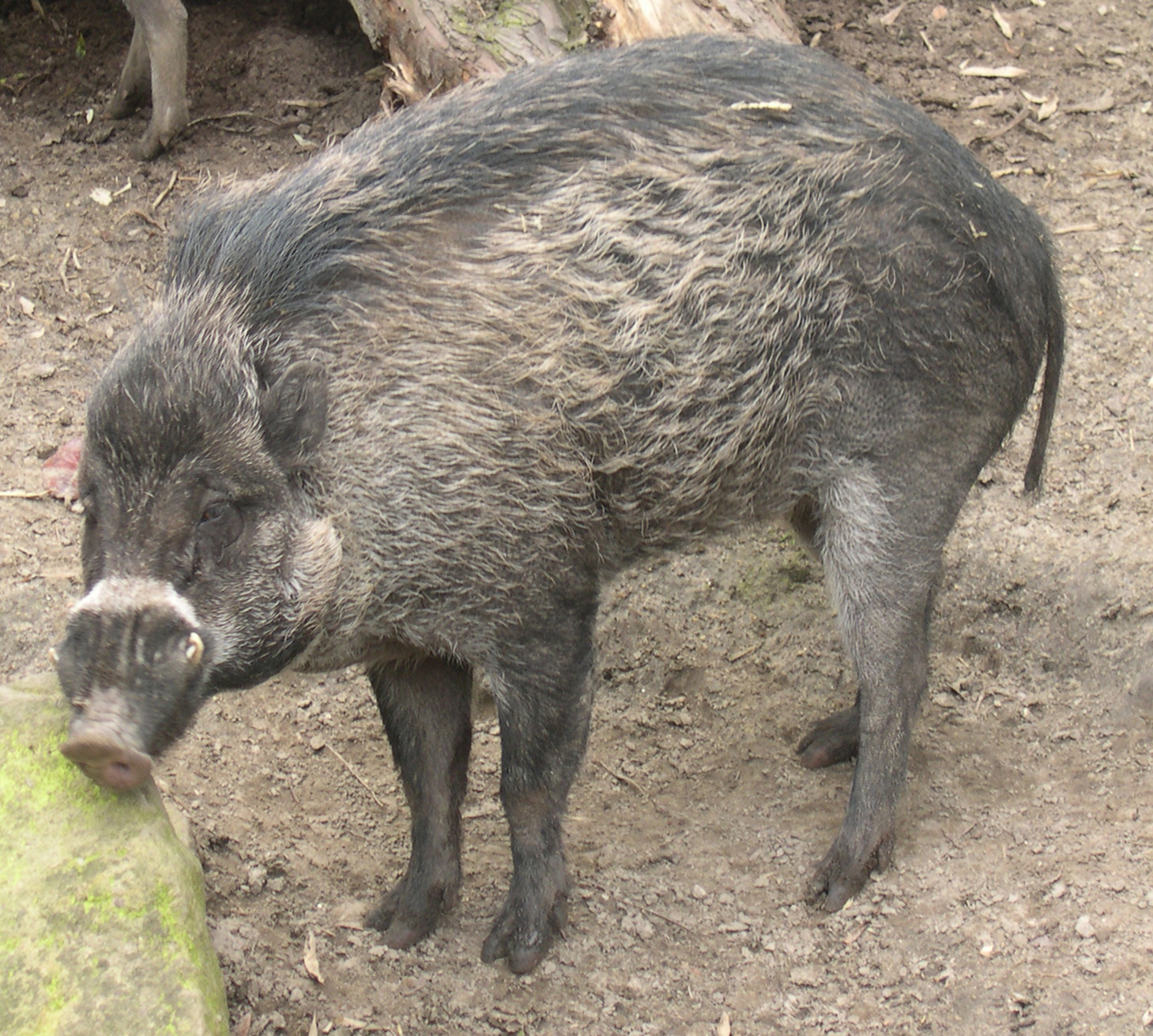
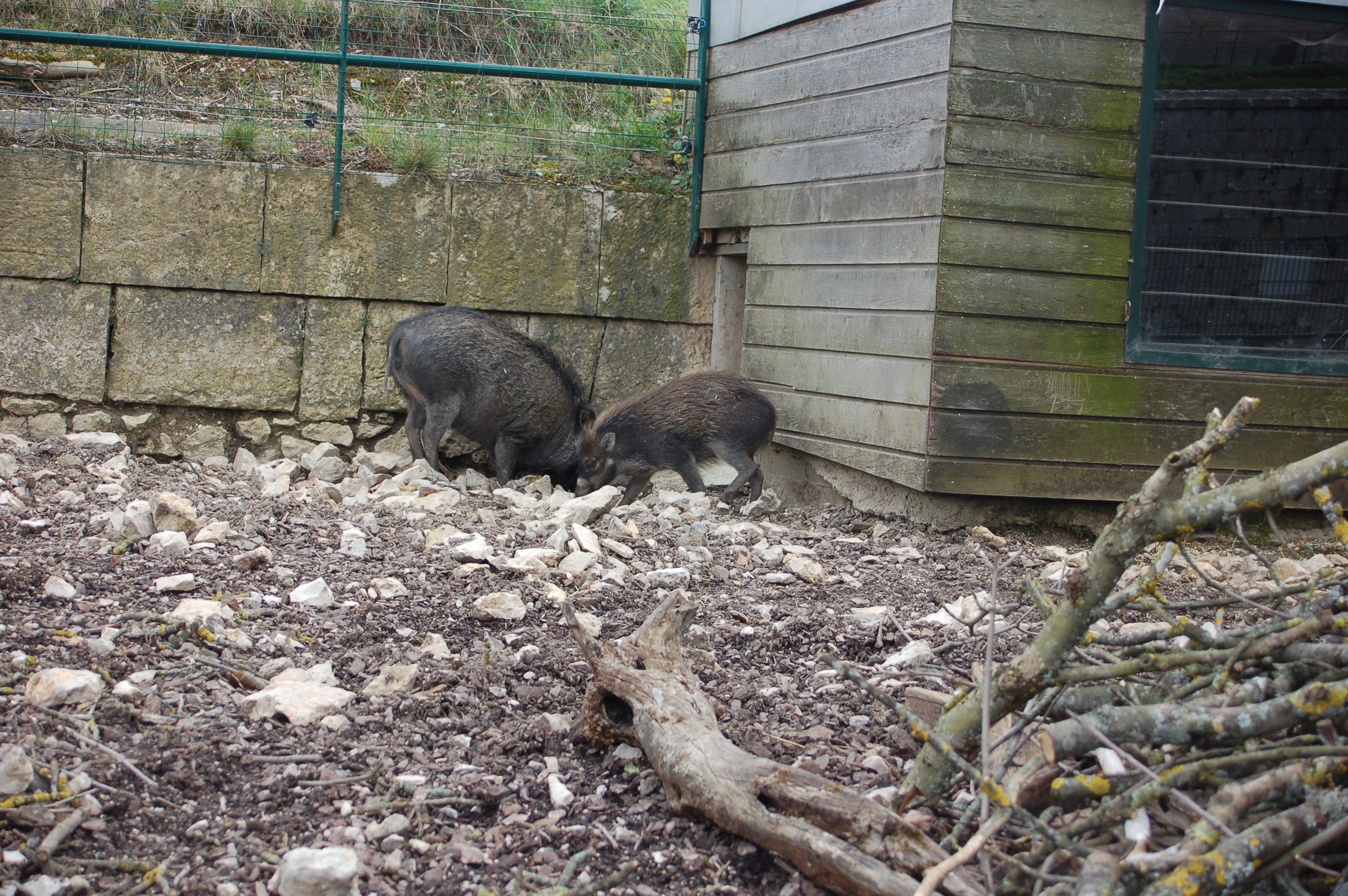
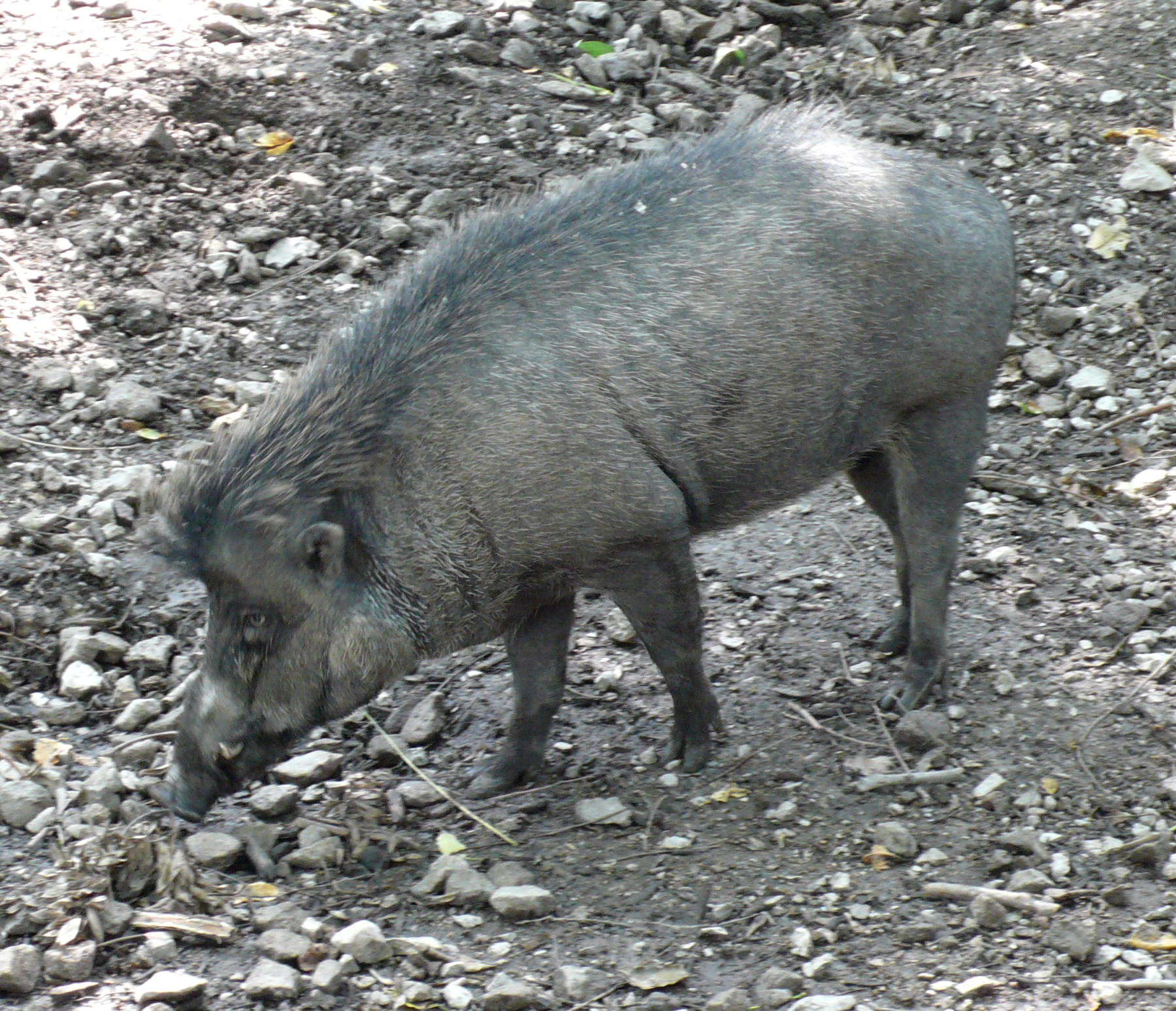
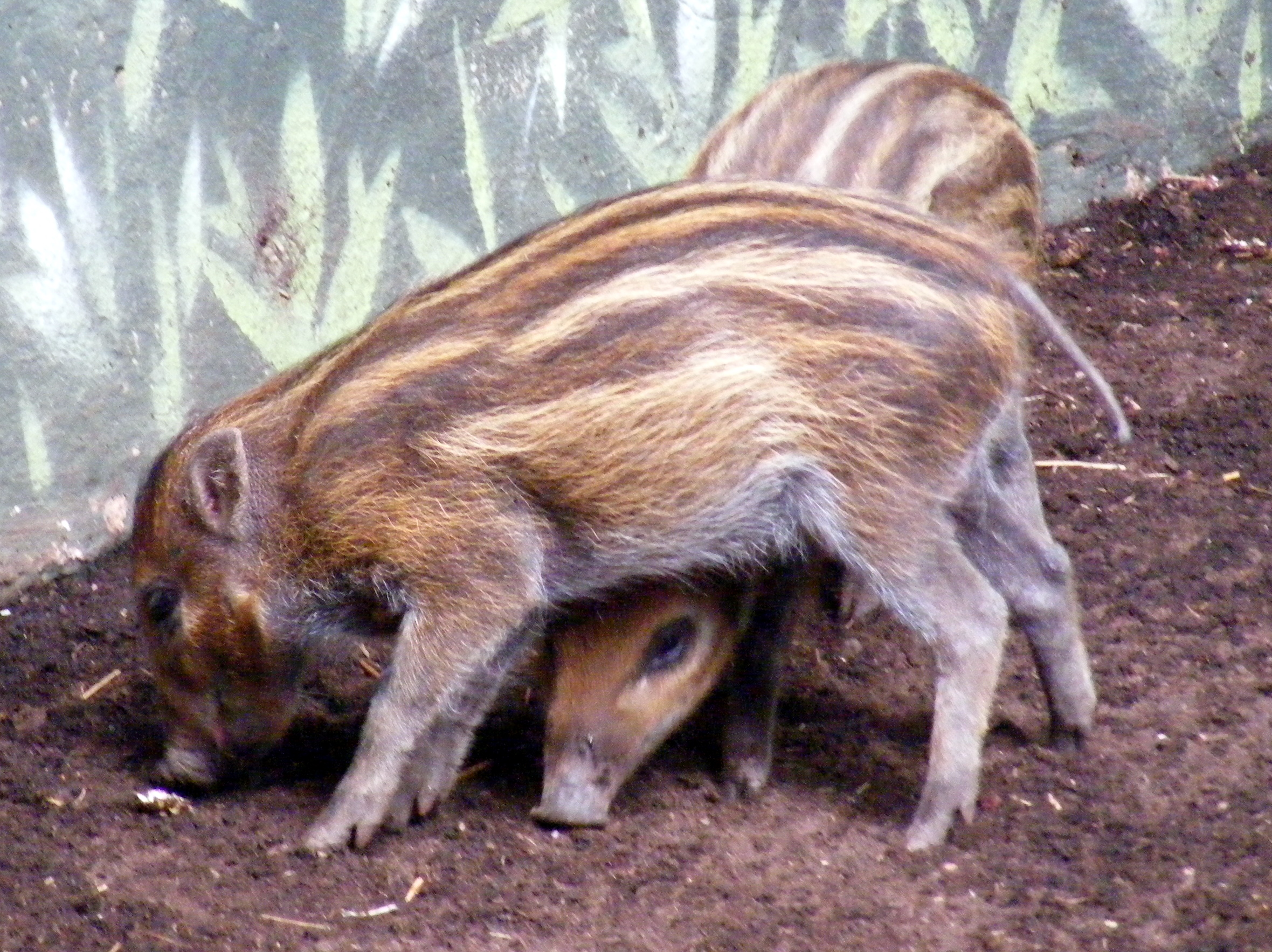